# Burg Hadmersleben
Die Burg Hadmersleben, auch Schloss Hadmersleben oder Amt Hademersleben genannt, ist ein denkmalgeschütztes Bauwerk in der Stadt Hadmersleben, einem Ortsteil der Stadt Oschersleben im Landkreis Börde in Sachsen-Anhalt. Im örtlichen Denkmalverzeichnis ist die Burg unter der Erfassungsnummer 094 95231 als Baudenkmal verzeichnet.

## Geschichte
Eine halbrunde zum Schutze des Flussüberganges über die alte Bode, heute Braugraben, ist bereits für das 10. Jahrhundert bezeugt. Sie bestand aus einer Vor- und einer Kernburg. Die Burg wurde bis zur Eroberung durch den Magdeburger Erzbischof Dietrich von Magdeburg im Jahr 1367, von den Grafen von Hadmersleben als Raubburg und Fluchtburg genutzt. Nach der Eroberung wurde die Stadt Hadmersleben und die Burg zum Lehnsbesitz der Magdeburger Erzbischöfe. 1489 wurden Stadt und Burg von Erzbischof Ernst von Sachsen an seinen Hofmeister Christoph von Hagen verpfändet. Im 16. Jahrhundert erfolgte er kastellartige Ausbau der Kernburg auf den Resten des Vorgängerbauwerkes, die mit einem Innengraben zusätzlich geschützt wurde. Heute (Stand 2015) wird die Anlage von einem landwirtschaftlichen Betrieb genutzt.

## Beschreibung
Alle zur Burganlage gehörenden Gebäude waren um einen weitläufigen Hof gruppiert.
Neben dem 1904 entstandenen Vorbau des Wohnhauses befindet sich eine spätgotische Reliefplatte, die einen fahnenlanzetragenen Ritter und einen Doppeladler zeigt. An einer großen Scheune westlich des Wohnhauses befindet sich ein Wappenfries der Magdeburger Erzbischöfe aus dem Jahr 1586. Im südlichen Teil der Anlage entlang der Mauer befinden sich Wohn- und Wirtschaftsgebäude aus dem 16. Jahrhundert. In der südwestlichen Außenmauer sind Teile des Segmentbogenfrieses, über dem sich der ehemalige Wehrgang befand, erhalten geblieben.
Von der Burganlage sind ein Torturm der Vorburg, entstanden um das Jahr 1500, sowie ein zweigeschossiges spätgotisches Wohnhaus der Hauptburg, erbaut im Jahr 1509, und Teile des Grabensystems und der Mauer erhalten geblieben.
Auf dem Torturm befindet sich heute eine Sirene zur Alarmierung der örtlichen Freiwilligen Feuerwehr.

## Kapelle
Die St.-Stephani-Kirche, errichtet von 1745 bis 1747, wurde wahrscheinlich an der Stelle der ehemaligen Burgkapelle an der Südseite der Burganlage errichtet.

## Lage
Westlich der Burganlage befindet sich das ebenfalls unter Denkmalschutz stehtende Kloster Hadmersleben. Nördlich der Burg befindet sich die Kirche Unser lieben Frauen sowie der heutige Flusslauf der Bode.